# Begonia sartorii
Espèce
Synonymes
- Begonia cobana C.DC.[1]
- Begonia lobulata (Klotzsch) A.DC.[1]
- Begonia sarcophylla Liebm.[1] [2]
- Gireoudia lobulata Klotzsch[1]
- Gireoudia sarcophylla (Liebm.) Klotzsch[1]

Begonia sartorii est une espèce de plantes de la famille des Begoniaceae.
L'espèce fait partie de la section Gireoudia.
Elle a été décrite en 1852 par Frederik Michael Liebmann (1813-1856).

## Répartition géographique
Cette espèce est originaire des pays suivants : Guatemala ; Mexique.